# Trimium brevicorne
Trimium brevicorne är en skalbaggsart som först beskrevs av Reichenbach 1816.  Trimium brevicorne ingår i släktet Trimium och familjen kortvingar. Arten är reproducerande i Sverige. Inga underarter finns listade i Catalogue of Life.